# Ананьєв Володимир Іванович
Володи́мир Іва́нович Ана́ньєв (23 березня 1929 — 17 грудня 1996) — народний депутат України 1-го скликання.

## Біографія
Народився 23 березня 1929 року у місті Ташкенті, Узбецька РСР, в сім'ї робітників, росіянин. Освіта вища, гірничий інженер-шахтобудівник, закінчив Харківський гірничий інститут.
1948 — студент Харківського гірничого інституту.
1953 — начальник зміни, начальник дільниці Золотушинського шахтоуправління селище «Горняк» Алтайського краю.
1956 — начальник Карабашського шахтоуправління міста Карабаш, Челябінської області.
1958 — головний інженер тресту «Південуралкольорметбуд» міста Верхній Уфалєй, Челябинської обл.
1959 — головний інженер, начальник УНР 442 Тресту 88 міста Харків.
1963 — начальник домобудівного комбінату «Харківжитлобуд».
1968 — начальник комбінату «Харківжитлобуд».
1973 — заступник Міністра промислового будівництва УРСР.
1978 — заступник голови Держплану УРСР з питань капітального будівництва, будіндустрії та будматеріалів.
З 1992 року — на пенсії.
Член КПРС 1956—1991, депутат міської Ради, член виконкому.
Голова підкомісії з питань житлово-комунального господарства та шляхового будівництва, Комісії ВР України з питань будівництва, архітектури та житлово-комунального господарства.
18 березня 1990 року був обраний народним депутатом України, 1-й тур 57,75 % голосів, 4 претенденти.
- Сумська область
- Ямпільський виборчий округ № 354
- Дата прийняття депутатських повноважень: 15 травня 1990 року.
- Дата припинення депутатських повноважень: 10 травня 1994 року.

Нагороджений орденами Леніна, Жовтневої Революції, Трудового Червоного Прапора, двома Почесними грамотами Президії ВР УРСР, лауреат Державної премії ім. Т. Г. Шевченка.
Одружений, має дитину.
Помер 17 грудня 1996 року.